# Улица др Димитрија Јовчића
| улица · др Димитрија Јовчића | улица · др Димитрија Јовчића |
| ---------------------------- | ---------------------------- |
|                              |                              |
| Почетак                      | Краља Стефана Првовенчаног   |
| Крај                         | Јована Јанковића Лунге       |
| Дужина                       | 425 m                        |
| Ширина                       | 8 до 16 m                    |
| Створена                     | после 1950.                  |
| Названа                      | По Димитрију Јовчићу         |
| Стари називи                 | Лењинова улица               |
|                              |                              |
|                              |                              |
| Поглед на Лењинову улицу     |                              |

Улица др Димитрија Јовчића је једна од новијих улица у самом центру Врања. Протеже се од главне улице ка истоку, до раскрнице са Лунгином и Дунавском улицом, у дужини од 0,425 km.

## Име улице
Ова улица је добила своје првобитно име током изградње стамбеног насеља Чешаљ, 60-тих година 20. века. Своје име током година није мењала. Насеље Чешаљ је заправо комплекс стамбених зграда које су Врањанци тако прозвали због распореда. Ове зграде гледане из птичије перспективе изгледају као чешаљ за косу. Улица целом својом дужином пролази кроз овај стамбени комплекс.
Свој првобитни назив ова улица је добила по Владимиру Лењину, руском револуционару, државнику, филозофу и публицисти.
Садашњи назив носи по Димитрију Јовчићу, дечјем хирургу и академику из Врања.

## Улицом др Димитрија Јовчића
Дуж улице, са леве и десне стране, налазе се многобројни малопродајни и угоститељски објекти,пословнице банака, кројачки и фризерски салони.  

## Суседне улице
Краља Стефана Првовенчаног, Бранислава Нушића и Јована Јанковића Лунге.  